# 拉福斯德蒂涅
拉福斯德蒂涅（法語：La Fosse-de-Tigné，法語發音：[la fos də tiɲe] ⓘ，意为“蒂涅的沟壑”）是法国曼恩-卢瓦尔省的一个旧市镇，属于索米尔区。2016年1月1日，拉福斯德蒂涅和相邻的6个市镇合并为新市镇利斯-上莱永（Lys-Haut-Layon）。

## 地理
拉福斯德蒂涅（47°10'54"N, 0°25'48"W）面积5.54 平方千米，位于法国卢瓦尔河地区大区曼恩-卢瓦尔省，该省份为法国西部内陆省份，大致对应安茹地区，北起顺时针与马耶讷省、萨尔特省、安德尔-卢瓦尔省、维埃纳省、德塞夫勒省、旺代省、大西洋卢瓦尔省和伊勒-维莱讷省接壤。
与拉福斯德蒂涅接壤的市镇（或旧市镇、城区）包括：塞尔尼松、莱永河畔圣乔治、唐夸涅、蒂涅、特雷蒙、维耶。
拉福斯德蒂涅的时区为UTC+01:00、UTC+02:00（夏令时）。

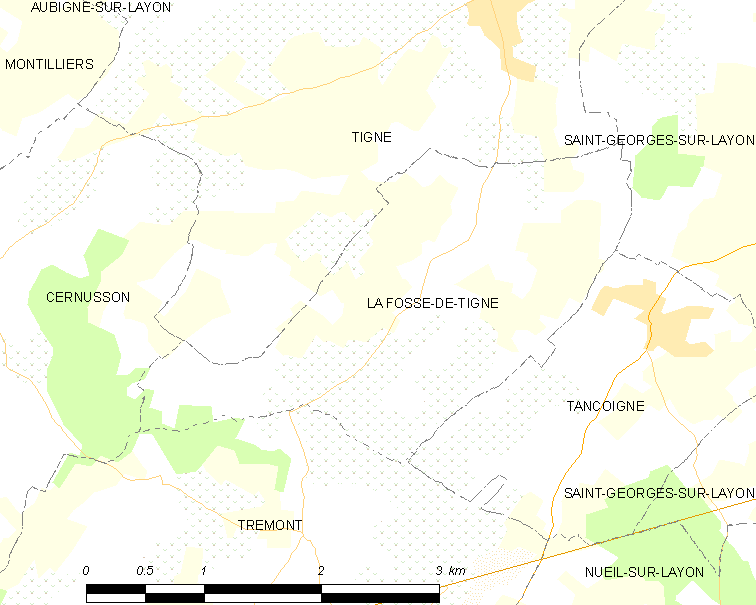
拉福斯德蒂涅的OSM定位图

## 行政
拉福斯德蒂涅的邮政编码为49540，INSEE市镇编码为49142。

## 政治
拉福斯德蒂涅所属的省级选区为绍莱第二县。

## 人口

1962-2008年间拉福斯德蒂涅人口变化图示

拉福斯德蒂涅于2018年1月1日时的人口数量为238人。